# Brad Evans (voetballer)
Bradley Ray 'Brad' Evans (Phoenix, 20 april 1985) is een Amerikaans voetballer. In 2009 verruilde hij Columbus Crew voor Seattle Sounders FC.

## Clubcarrière
Evans werd in de tweede ronde als vijftiende gekozen door Columbus Crew in de MLS SuperDraft 2007. Hij maakte zijn debuut op 7 april 2007 tegen New York Red Bulls en speelde in 2007 nog drie andere wedstrijden voor Columbus zonder een keer te scoren. In 2008 namen zijn speelminuten toe. Hij speelde in 26 wedstrijden en scoorde in mei 2008 zijn eerste doelpunt. Hij hielp Columbus Crew de MLS Cup te winnen door in alle vier de play-offwedstrijden te spelen en een belangrijke goal te scoren in een 2-0 winst op Sporting Kansas City in een van de play-off wedstrijden. Hij had ook een basisplaats in de finale, een 3–1 overwinning op New York Red Bulls, waarin Columbus Crew kampioen werd.
Drie dagen na het winnen van de MLS Cup werd Evans door Seattle Sounders gekozen in de Expension Draft. Hij speelde zijn eerste wedstrijd voor Seattle op 19 maart 2009, een 3–0 overwinning op New York Red Bulls en maakte zelf het tweede doelpunt op aangeven van Fredy Montero. Evans kreeg in zijn eerste jaar bij Seattle direct een basisplaats en startte in 27 van de 29 wedstrijden in de basis. Evans won in zijn eerste jaar bij Seattle gelijk de U.S. Open Cup, wat tevens de eerste prijs van de club was, door een 2–1 overwinning op D.C. United op 2 september 2009. Begin 2015 experimenteerde Sigi Schmid door Evans als centrale verdediger te gebruiken. Het experiment liep niet vlekkeloos. In de met 2–3 verloren wedstrijd tegen San Jose Earthquakes ging hij bij alle drie de tegendoelpunten in de fout.

## Interlandcarrière
Evans speelde vijf maal in het Amerikaans voetbalelftal onder 20, waaronder op het Wereldkampioenschap voetbal onder 20 in 2005. Hij maakte daarnaast in juli 2009 zijn debuut in het voetbalelftal van de Verenigde Staten in een groepswedstrijd in de CONCACAF Gold Cup tegen Grenada. Hij kwam in de 63ste minuut in het veld en ontving van de Guatemalteekse scheidsrechter Walter López Castellanos gelijk een gele kaart omdat hij te vroeg op het veld stond. Het duurde, na nog een vriendschappelijke interland te hebben gespeeld in 2010, daarna tot januari 2012 tot Evans weer voor de VS uitkwam, in een wedstrijd tegen Panama. In 2013 werd hij door bondscoach Jürgen Klinsmann kort daarna opgeroepen voor een reeks WK-kwalificatiewedstrijden. In de wedstrijd tegen Jamaica maakte hij zijn eerste doelpunt voor de Verenigde Staten. Het wereldkampioenschap voetbal 2014 ging aan Evans voorbij: in 2014 speelde hij alleen in februari een oefeninterland. In de verdere interlands van zijn land speelde Evans gedurende het jaar 2014 geen minuut; in april 2015 keerde hij terug op het veld tegen Mexico (2–0 winst), wederom op vriendschappelijke basis.
| Interlands van Brad Evans voor Verenigde Staten | Interlands van Brad Evans voor Verenigde Staten | Interlands van Brad Evans voor Verenigde Staten | Interlands van Brad Evans voor Verenigde Staten | Interlands van Brad Evans voor Verenigde Staten | Interlands van Brad Evans voor Verenigde Staten | Interlands van Brad Evans voor Verenigde Staten |
| №                                               | Datum                                           | Wedstrijd                                       | Uitslag                                         | Soort wedstrijd                                 | Doelpunten                                      | Assists                                         |
| Als speler bij Seattle Sounders FC              | Als speler bij Seattle Sounders FC              | Als speler bij Seattle Sounders FC              | Als speler bij Seattle Sounders FC              | Als speler bij Seattle Sounders FC              | Als speler bij Seattle Sounders FC              | Als speler bij Seattle Sounders FC              |
| ----------------------------------------------- | ----------------------------------------------- | ----------------------------------------------- | ----------------------------------------------- | ----------------------------------------------- | ----------------------------------------------- | ----------------------------------------------- |
| 1.                                              | 4 juli 2009                                     | Verenigde Staten – Grenada                      | 4 – 0                                           | CONCACAF Gold Cup                               | 0                                               | 0                                               |
| 2.                                              | 11 juli 2009                                    | Verenigde Staten – Haïti                        | 2 – 2                                           | CONCACAF Gold Cup                               | 0                                               | 0                                               |
| 3.                                              | 18 juli 2009                                    | Verenigde Staten – Panama                       | 2 – 1                                           | CONCACAF Gold Cup                               | 0                                               | 0                                               |
| 4.                                              | 25 februari 2010                                | Verenigde Staten – El Salvador                  | 2 – 1                                           | Vriendschappelijk                               | 0                                               | 0                                               |
| 5.                                              | 21 januari 2012                                 | Verenigde Staten – Venezuela                    | 1 – 0                                           | Vriendschappelijk                               | 0                                               | 0                                               |
| 6.                                              | 25 januari 2012                                 | Panama – Verenigde Staten                       | 0 – 1                                           | Vriendschappelijk                               | 0                                               | 0                                               |
| 7.                                              | 29 januari 2013                                 | Verenigde Staten – Canada                       | 0 – 0                                           | Vriendschappelijk                               | 0                                               | 0                                               |
| 8.                                              | 29 mei 2013                                     | Verenigde Staten – België                       | 2 – 4                                           | Vriendschappelijk                               | 0                                               | 0                                               |
| 9.                                              | 2 juni 2013                                     | Verenigde Staten – Duitsland                    | 4 – 3                                           | Vriendschappelijk                               | 0                                               | 0                                               |
| 10.                                             | 7 juni 2013                                     | Jamaica – Verenigde Staten                      | 1 – 2                                           | Kwalificatie WK 2014                            | 1                                               | 0                                               |
| 11.                                             | 11 juni 2013                                    | Verenigde Staten – Panama                       | 2 – 0                                           | Kwalificatie WK 2014                            | 0                                               | 0                                               |
| 12.                                             | 18 juni 2013                                    | Verenigde Staten – Honduras                     | 1 – 0                                           | Kwalificatie WK 2014                            | 0                                               | 0                                               |
| 13.                                             | 14 augustus 2013                                | Bosnië en Her. – Verenigde Staten               | 3 – 4                                           | Vriendschappelijk                               | 0                                               | 0                                               |
| 14.                                             | 11 oktober 2013                                 | Verenigde Staten – Jamaica                      | 2 – 0                                           | Kwalificatie WK 2014                            | 0                                               | 0                                               |
| 15.                                             | 15 oktober 2013                                 | Panama – Verenigde Staten                       | 2 – 3                                           | Kwalificatie WK 2014                            | 0                                               | 0                                               |
| 16.                                             | 15 november 2013                                | Schotland – Verenigde Staten                    | 0 – 0                                           | Vriendschappelijk                               | 0                                               | 0                                               |
| 17.                                             | 1 februari 2014                                 | Verenigde Staten – Zuid-Korea                   | 2 – 0                                           | Vriendschappelijk                               | 0                                               | 0                                               |
| 18.                                             | 15 april 2015                                   | Verenigde Staten – Mexico                       | 2 – 0                                           | Vriendschappelijk                               | 0                                               | 0                                               |
| 19.                                             | 5 juni 2015                                     | Nederland – Verenigde Staten                    | 3 – 4                                           | Vriendschappelijk                               | 0                                               | 0                                               |

Bijgewerkt op 6 juni 2015.